# زيتا (مفاعل الاندماج)

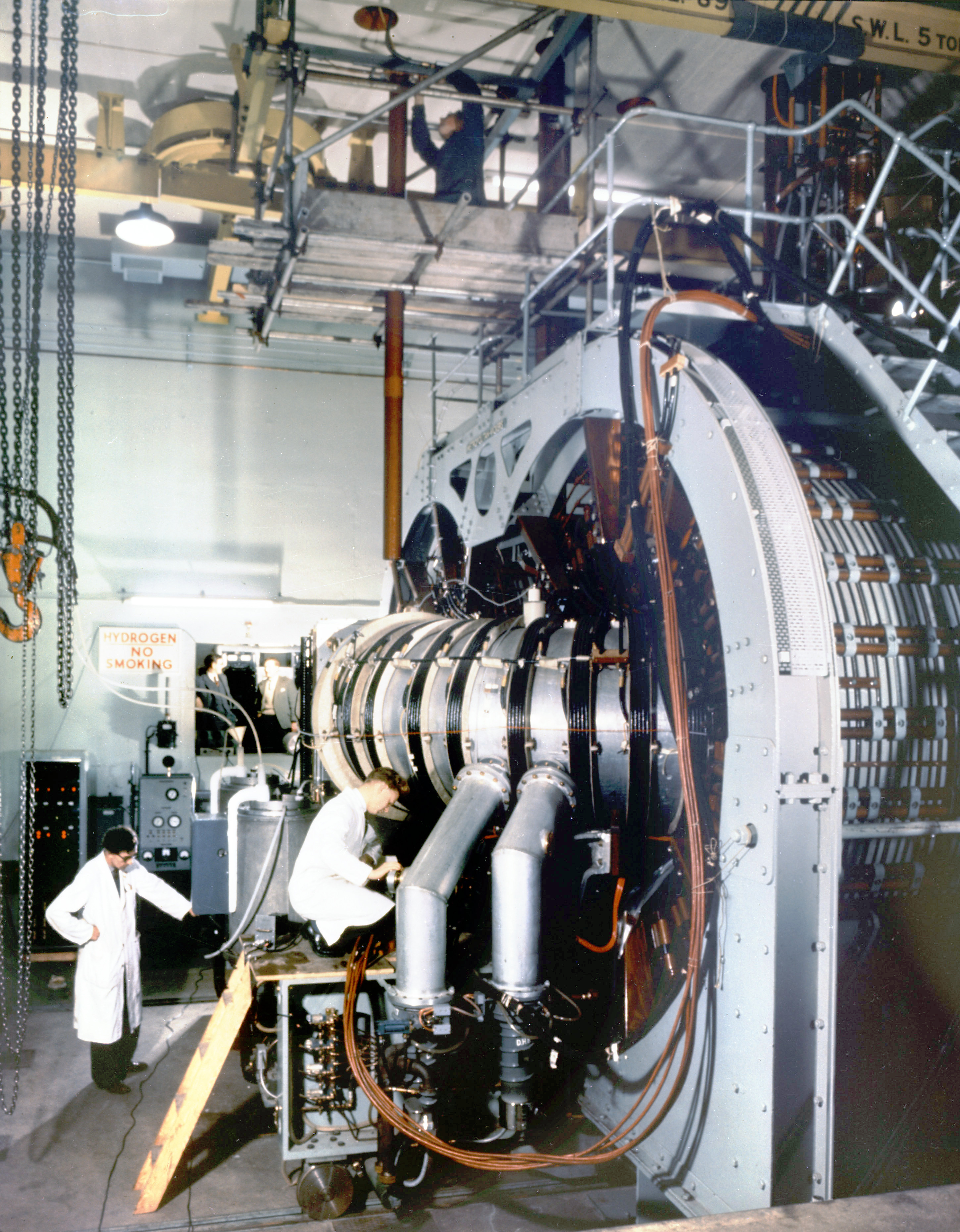
جهاز زيتا في هارويل، المملكة المتحدة. أنبوب الاحتواء الحلقي يتمركز تقريبًا. الجهاز الأكبر على اليمين الذي يحيط بالأنبوب هو المغناطيس المستخدم لتحفيز تيار الانضغاط.

زيتا، اختصارًا لـ Zero Energy Thermonuclear Assembly، كان تجربة رئيسية في تاريخ أبحاث طاقة الاندماج. اعتمد على تقنية انضغاط البلازما، وتم إنشاؤه في مؤسسة أبحاث الطاقة الذرية في المملكة المتحدة. كان زيتا أكبر وأكثر قوة من أي جهاز اندماج آخر في العالم في ذلك الوقت. كان هدفه إنتاج كميات كبيرة من تفاعلات الاندماج، على الرغم من أنه لم يكن كبيرًا بما يكفي لإنتاج طاقة صافية.
بدأ زيتا عملياته في أغسطس 1957، وبحلول نهاية الشهر كان يطلق دفعات تصل إلى حوالي مليون نيوترون لكل نبضة. أشارت القياسات إلى أن الوقود يصل إلى ما بين مليون و5 ملايين كلفن، وهي درجة حرارة كافية لإنتاج تفاعلات اندماج نووي، مما يفسر كميات النيوترونات التي تم رصدها. تم تسريب النتائج الأولية إلى الصحافة في سبتمبر 1957، وفي يناير التالي تم إصدار مراجعة موسعة. نُشرت مقالات على الصفحات الأولى للصحف في جميع أنحاء العالم وأعلنت عن ذلك كاختراق نحو طاقة غير محدودة، واعتُبر تقدمًا علميًا لبريطانيا يفوق إطلاق سبوتنيك من قبل الاتحاد السوفيتي.
كانت التجارب الأمريكية والسوفيتية قد أنتجت أيضًا دفعات نيوترونية مماثلة عند درجات حرارة لم تكن كافية للاندماج. أدى ذلك إلى تشكيك ليمان سبينتزر في النتائج، لكن تعليقاته اعتُبرت من قبل المراقبين البريطانيين كتعصب قومي. أظهرت تجارب إضافية على زيتا أن قياسات درجة الحرارة الأصلية كانت مضللة؛ كانت درجة الحرارة العامة منخفضة جدًا لدرجة أن تفاعلات الاندماج لم تكن لتنتج عدد النيوترونات المرصودة. كان يجب سحب الادعاء بأن زيتا قد أنتج اندماجًا علنًا، وهو حدث محرج ألقى بظلاله على المجتمع العلمي الخاص بالاندماج ككل. لاحقًا، تم تفسير النيوترونات على أنها ناتجة عن عدم استقرار في الوقود. بدت هذه الاضطرابات متأصلة في أي تصميم مشابه، وانتهى العمل على مفهوم الانضغاط كطريق نحو طاقة الاندماج بحلول عام 1961.
على الرغم من فشل زيتا في تحقيق الاندماج، إلا أن الجهاز استمر لفترة طويلة في البحث التجريبي وحقق تقدمًا كبيرًا في هذا المجال. في إحدى خطوط التطوير، تم استخدام الليزر لقياس درجة الحرارة بدقة أكبر، واستخدم لاحقًا لتأكيد نتائج النهج السوفيتي توكاماك. في سياق آخر، أثناء فحص تجارب زيتا، لوحظ أن البلازما تستقر ذاتيًا بعد إيقاف التشغيل. قاد هذا إلى مفهوم الحقل المعكوس الحديث. بشكل عام، أدت الدراسات حول عدم الاستقرار في زيتا إلى تقدمات نظرية هامة تشكل أساس نظرية البلازما الحديثة.   

## تطوير المفهوم
تم تطوير الفهم الأساسي لـالاندماج النووي في عشرينيات القرن الماضي عندما استكشف الفيزيائيون علم ميكانيكا الكم الجديد. أظهر استكشاف جورج غاموف عام 1928 لمفهوم النفق الكمومي أن التفاعلات النووية يمكن أن تحدث عند مستويات طاقة أقل مما توقعته النظرية الكلاسيكية. باستخدام هذه النظرية، أظهر فريتز هوترمانز وروبرت أتكينسون في عام 1929 أن معدلات التفاعل المتوقعة في نواة الشمس تدعم اقتراح آرثر إدينغتون لعام 1920 بأن الشمس تعمل بواسطة الاندماج.
في عام 1934، نجح مارك أوليفانت وبول هارتك وإرنست رذرفورد في تحقيق أول اندماج نووي على الأرض باستخدام مسرع الجسيمات لقذف نوى الديوتيريوم على رقائق معدنية تحتوي على الديوتيريوم أو الليثيوم أو عناصر أخرى. ساعدهم هذا في قياس المقطع العرضي النووي لتفاعلات الاندماج المختلفة، وحددوا أن تفاعل الديوتيريوم-ديوتيريوم يحدث عند طاقة أقل من التفاعلات الأخرى، ويبلغ ذروته عند حوالي 100,000 إلكترون فولت (100 كيلو إلكترون فولت).
تتوافق هذه الطاقة مع متوسط طاقة الجسيمات في غاز يتم تسخينه إلى مليارات الكلفن. عندما يتم تسخين المواد إلى ما يتجاوز بضعة عشرات الآلاف من الكلفن، تنفصل إلى الإلكترونات ونواة الذرة، منتجة حالة بلازما شبيهة بالغاز. في أي غاز، تمتلك الجسيمات مجموعة واسعة من الطاقات، تتبع عادةً إحصائيات ماكسويل-بولتزمان. في مثل هذا الخليط، سيكون لبعض الجسيمات طاقة أعلى بكثير من البقية.
يؤدي هذا إلى إمكانية مثيرة: حتى عند درجات حرارة أقل بكثير من 100,000 إلكترون فولت، قد تمتلك بعض الجسيمات طاقة كافية للاندماج بشكل عشوائي. تطلق هذه التفاعلات كميات هائلة من الطاقة. إذا أمكن التقاط هذه الطاقة وإعادتها إلى البلازما، يمكنها تسخين جسيمات أخرى إلى تلك الطاقة أيضًا، مما يجعل التفاعل مستدامًا ذاتيًا. في عام 1944، حسب إنريكو فيرمي أن هذا يمكن أن يحدث عند حوالي 50,000,000 كلفن.

## الروابط الخارجية
- Britain's Sputnik – BBC Radio 4 programme on ZETA first broadcast on 16 January 2008
- ZETA – Peace Atoms, contemporary newsreel story on the reactor.
- "How the 'Zeta fiasco' pulled fusion out of secrecy". ITER Newsline. 29 يناير 2018. مؤرشف من الأصل في 2024-07-13.

51°34′48″N 1°18′30″W / 51.5799°N 1.3082°W